# Ned Ludd

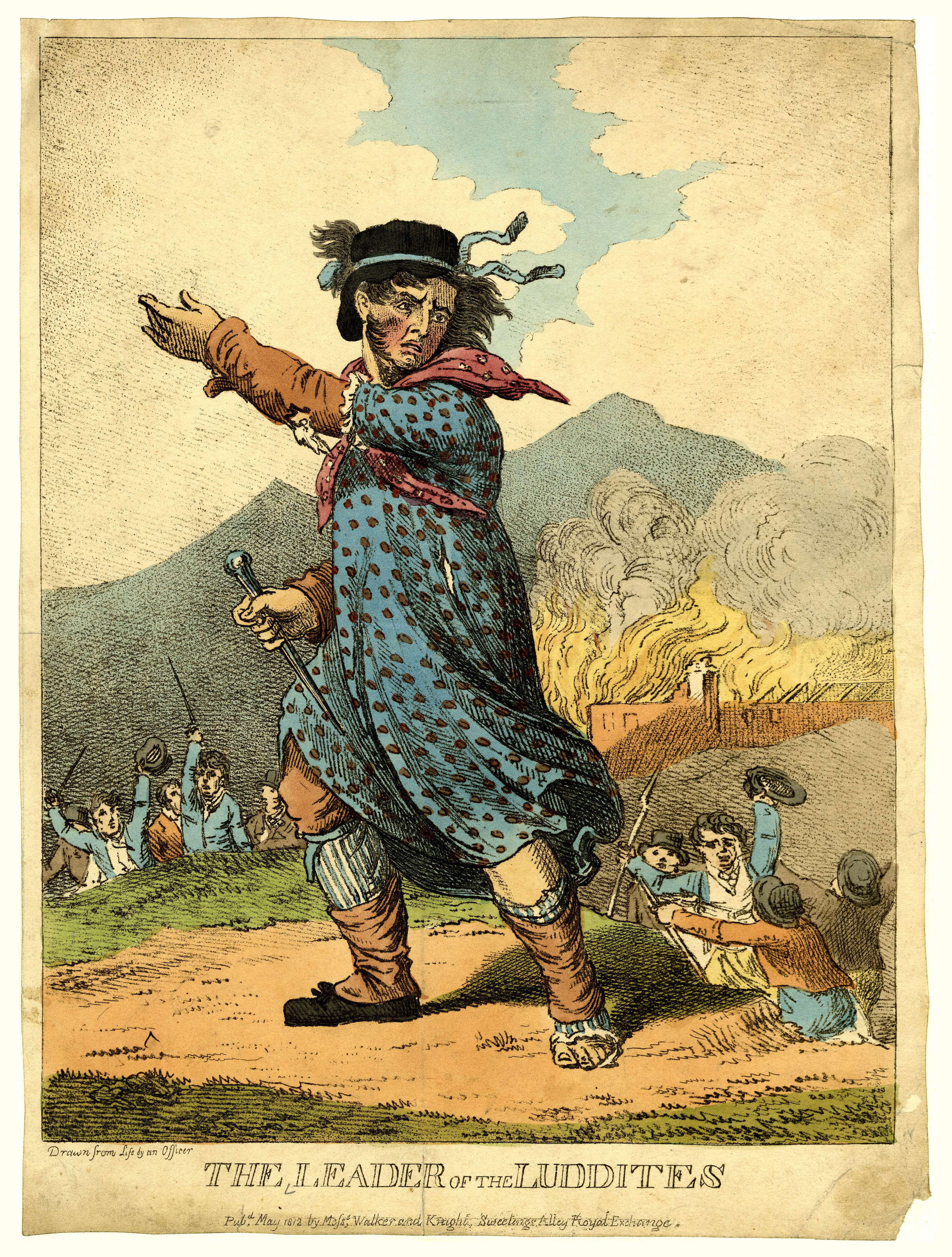
A ludditák vezére, „The Leader of the Luddites” (a Messrs. Walker and Knight, Sweetings Alley, Royal Exchange kiadásában, 1812. május)

Ned Ludd vagy Ned Ludlam (Ludd király, Ludd tábornok) a ludditák névtelen, álarcos férfiakból álló, jól szervezett gépromboló bandáinak – talán nem is létező – mitikus példaképe volt Angliában az 1811-1817 körüli években.
A korabeli írások szerint Ned Ludd a 18. század közepén élt Leicesterben. Egy alkalommal berontott egy házba, ahol harisnyaszövő gép működött és összetörte azt. Azonban sohasem vált nyilvánvalóvá, hogy Ned Ludd valóban létezett-e, vagy sem.

## A luddizmus
A luddizmus a korai angol munkásmozgalom egy sajátos megnyilvánulási módja, a követői pedig a gépromboló ludditák voltak, akik nem az angol uralkodónak, hanem a saját Ludd királyuknak fogadtak örök hűséget. Ebből ered a ludditák elnevezés is. A luddita mozgalom 1811-ben indult Nottinghamshire szövőüzemeiben, és hamarosan átterjedt a többi textilgyárra is. A gépromboló munkások, attól való félelmükben, hogy a szövőgépek kiszorítják őket a munkából, megrohanták a pamut- és gyapjúfonodákat, s tönkretették a gépeket.
A ludditák igen jól szervezett, hatékony, 5-15 fős csoportokba szerveződtek. Ezek gerincét a kalapácsosok képezték, akik összezúzták a szövőgépek kötőkereteit, míg a többiek figyeltek és gyújtogattak. Egy lázadó dal így emlékezett meg róluk:
Éjjel, ha nem rezdül a lomb,

s a holdat elrejti a domb,

a kis csapat előreront,

fegyvere puska, bárd!

Ó, jó takács fiam,

derék, bátor fiam,

csapásod alatt

a gép hasad,

jó takács fiam.

Nagy Enoch jár mindég elül,

jaj annak, ki ellenszegül,

bátor ember mind több kerül,

fegyvere puska, bárd!
Az 1810-es évek elején a luddita mozgalom kiszélesedett, ezért a hatalom még keményebb elnyomást alkalmazott. 1811-ben olyan javaslat került a parlament elé, miszerint a szándékos szövőszékrombolást halálbüntetéssel sújtanák. 1812 nyarán Leicester és York körzetében az elpusztított gépek értéke már százezer font sterlingre rúgott (ekkoriban ötszáz fonttal gyárat lehetett alapítani). A géprombolókat halálbüntetéssel sújtó törvényjavaslat nagy vitát kavart a parlamentben – többek között Lord Byron is ellene szólalt fel –, de mégis megszavazták, ami után tizenhárom munkást végeztek ki. Ezt követően a korai munkásmozgalom véget is ért. A halálbüntetést végül 1813-ban enyhítették 7–14 évig tartó kitoloncolásra Angliából. Abban az évben egy York városában tartott tömeges tárgyalás után sokakra kiszabták ezt, és azután már csak szórványos géprombolások történtek az országban.